# FA Cup 1924-1925
La FA Cup 1924-1925  è stata la 50ª edizione della principale coppa nazionale inglese, nonché della più antica competizione calcistica del mondo. Il trofeo fu vinto per la quarta volta dallo Sheffield United, che nella finale disputata a Wembley, superò con il punteggio di 1-0 i gallesi del Cardiff City, seconda squadra non inglese a disputare una finale di coppa dopo gli scozzesi del Queen's Park nel 1884-85.

## Calendario
Il torneo principale, in cui entrano nella competizione i club del primo e secondo livello della piramide calcistica inglese, era preceduto da due turni preliminari e sei turni di qualificazione.
In caso di pareggio dopo i novanta minuti, era prevista la ripetizione della gara, invertendo il campo. In caso di ulteriore pareggio si procedeva con altre ripetizioni, in campo neutro, fin quando una squadra non risultava vincitrice.
Le semifinali e la finale si disputavano tutte in campo neutro.
| Fase                    | Turno                        | Data                     |
| ----------------------- | ---------------------------- | ------------------------ |
| Turni di qualificazione | Turno Extra-Preliminare      | Sabato 6 settembre 1924  |
| Turni di qualificazione | Turno Preliminare            | Sabato 20 settembre 1924 |
| Turni di qualificazione | Primo Turno Qualificazione   | Sabato 4 ottobre 1924    |
| Turni di qualificazione | Secondo Turno Qualificazione | Sabato 18 ottobre 1924   |
| Turni di qualificazione | Terzo Turno Qualificazione   | Sabato 1 novembre 1924   |
| Turni di qualificazione | Quarto Turno Qualificazione  | Sabato 15 novembre 1924  |
| Turni di qualificazione | Quinto Turno Qualificazione  | Sabato 29 novembre 1924  |
| Turni di qualificazione | Sesto Turno Qualificazione   | Sabato 13 dicembre 1924  |
| Torneo principale       | Primo Turno                  | Sabato 10 gennaio 1925   |
| Torneo principale       | Secondo Turno                | Sabato 31 gennaio 1925   |
| Torneo principale       | Terzo Turno                  | Sabato 21 febbraio 1925  |
| Torneo principale       | Quarto Turno                 | Sabato 7 marzo 1925      |
| Torneo principale       | Semi-Finali                  | Sabato 28 marzo 1925     |
| Torneo principale       | Finale                       | Sabato 25 aprile 1925    |

## Primo Turno
42 club su 44 di First e Second Division (eccetto Coventry City e Port Vale partiti dal quinto turno di qualificazione), entrano in lizza a partire da questo turno, insieme alle 12 squadre provenienti dai turni di qualificazione, a 9 sorteggiate fra quelle di Third Division South (Watford, Brighton & Hove Albion, Luton Town, Swindon Town, Northampton Town, Bristol City, Millwall, Swansea Town e Plymouth Argyle) e alla compagine dilettantistica del Corinthian, così da avere 64 squadre nella fase finale.
| Gara   | Squadra di casa         | Risultato | Squadra in trasferta    | Data            |
| ------ | ----------------------- | --------- | ----------------------- | --------------- |
| 1      | Birmingham              | 2–0       | Chelsea                 | 10 gennaio 1925 |
| 2      | Blackpool               | 0–0       | Barrow                  | 10 gennaio 1925 |
| Replay | Barrow                  | 0–2       | Blackpool               | 14 gennaio 1925 |
| 3      | Bury                    | 0–3       | Sunderland              | 10 gennaio 1925 |
| 4      | Liverpool               | 3–0       | Leeds United            | 10 gennaio 1925 |
| 5      | Preston North End       | 4–1       | Manchester City         | 10 gennaio 1925 |
| 6      | Southampton             | 3–1       | Exeter City             | 14 gennaio 1925 |
| 7      | Watford                 | 1–1       | Brighton & Hove Albion  | 10 gennaio 1925 |
| Replay | Brighton & Hove Albion  | 4–3       | Watford                 | 14 gennaio 1925 |
| 8      | Leicester City          | 3–0       | Stoke                   | 10 gennaio 1925 |
| 9      | Nottingham Forest       | 1–0       | Clapton Orient          | 10 gennaio 1925 |
| 10     | Blackburn Rovers        | 1–0       | Oldham Athletic         | 10 gennaio 1925 |
| 11     | Aston Villa             | 7–2       | Port Vale               | 10 gennaio 1925 |
| 12     | The Wednesday           | 2–0       | Manchester United       | 10 gennaio 1925 |
| 13     | Bolton Wanderers        | 3–0       | Huddersfield Town       | 10 gennaio 1925 |
| 14     | West Bromwich Albion    | 4–0       | Luton Town              | 10 gennaio 1925 |
| 15     | Derby County            | 0–1       | Bradford City           | 10 gennaio 1925 |
| 16     | Everton                 | 2–1       | Burnley                 | 10 gennaio 1925 |
| 17     | Swindon Town            | 1–2       | Fulham                  | 10 gennaio 1925 |
| 18     | Doncaster Rovers        | 1–2       | Norwich City            | 10 gennaio 1925 |
| 19     | Sheffield United        | 5–0       | Corinthian              | 10 gennaio 1925 |
| 20     | Newcastle United        | 4–1       | Hartlepools United      | 10 gennaio 1925 |
| 21     | Tottenham Hotspur       | 3–0       | Northampton Town        | 10 gennaio 1925 |
| 22     | Queens Park Rangers     | 1–3       | Stockport County        | 10 gennaio 1925 |
| 23     | Accrington Stanley      | 2–5       | Portsmouth              | 10 gennaio 1925 |
| 24     | Bristol Rovers          | 0–1       | Bristol City            | 10 gennaio 1925 |
| 25     | Coventry City           | 0–2       | Notts County            | 10 gennaio 1925 |
| 26     | West Ham United         | 0–0       | Arsenal                 | 14 gennaio 1925 |
| Replay | Arsenal                 | 2–2       | West Ham United         | 21 gennaio 1925 |
| Replay | West Ham United         | 1–0       | Arsenal                 | 26 gennaio 1925 |
| 27     | Millwall                | 0–0       | Barnsley                | 10 gennaio 1925 |
| Replay | Barnsley                | 2–1       | Millwall                | 15 gennaio 1925 |
| 28     | Hull City               | 1–1       | Wolverhampton Wanderers | 10 gennaio 1925 |
| Replay | Wolverhampton Wanderers | 0–1       | Hull City               | 15 gennaio 1925 |
| 29     | Crystal Palace          | 2–1       | South Shields           | 10 gennaio 1925 |
| 30     | Bradford Park Avenue    | 1–0       | Middlesbrough           | 10 gennaio 1925 |
| 31     | Cardiff City            | 0–0       | Darlington              | 10 gennaio 1925 |
| Replay | Darlington              | 0–0       | Cardiff City            | 14 gennaio 1925 |
| Replay | Cardiff City            | 2–0       | Darlington              | 19 gennaio 1925 |
| 32     | Swansea Town            | 3–0       | Plymouth Argyle         | 10 gennaio 1925 |

## Secondo Turno
| Gara   | Squadra di casa      | Risultato | Squadra in trasferta   | Data            |
| ------ | -------------------- | --------- | ---------------------- | --------------- |
| 1      | Birmingham           | 1–0       | Stockport County       | 31 gennaio 1925 |
| 2      | Bristol City         | 0–1       | Liverpool              | 31 gennaio 1925 |
| 3      | Southampton          | 1–0       | Brighton & Hove Albion | 31 gennaio 1925 |
| 4      | Notts County         | 4–0       | Norwich City           | 31 gennaio 1925 |
| 5      | Nottingham Forest    | 0–2       | West Ham United        | 31 gennaio 1925 |
| 6      | Blackburn Rovers     | 0–0       | Portsmouth             | 31 gennaio 1925 |
| Replay | Portsmouth           | 0–0       | Blackburn Rovers       | 4 febbraio 1925 |
| Replay | Blackburn Rovers     | 1–0       | Portsmouth             | 9 febbraio 1925 |
| 7      | West Bromwich Albion | 2–0       | Preston North End      | 31 gennaio 1925 |
| 8      | Sunderland           | 0–0       | Everton                | 31 gennaio 1925 |
| Replay | Everton              | 2–1       | Sunderland             | 4 febbraio 1925 |
| 9      | Sheffield United     | 3–2       | The Wednesday          | 31 gennaio 1925 |
| 10     | Newcastle United     | 2–2       | Leicester City         | 31 gennaio 1925 |
| Replay | Leicester City       | 1–0       | Newcastle United       | 4 febbraio 1925 |
| 11     | Tottenham Hotspur    | 1–1       | Bolton Wanderers       | 31 gennaio 1925 |
| Replay | Bolton Wanderers     | 0–1       | Tottenham Hotspur      | 4 febbraio 1925 |
| 12     | Barnsley             | 0–3       | Bradford City          | 31 gennaio 1925 |
| 13     | Hull City            | 3–2       | Crystal Palace         | 31 gennaio 1925 |
| 14     | Bradford Park Avenue | 1–1       | Blackpool              | 31 gennaio 1925 |
| Replay | Blackpool            | 2–1       | Bradford Park Avenue   | 4 febbraio 1925 |
| 15     | Cardiff City         | 1–0       | Fulham                 | 31 gennaio 1925 |
| 16     | Swansea Town         | 1–3       | Aston Villa            | 31 gennaio 1925 |

## Terzo Turno
| Gara   | Squadra di casa      | Risultato | Squadra in trasferta | Data             |
| ------ | -------------------- | --------- | -------------------- | ---------------- |
| 1      | Liverpool            | 2–1       | Birmingham           | 21 febbraio 1925 |
| 2      | Southampton          | 2–0       | Bradford City        | 21 febbraio 1925 |
| 3      | Notts County         | 0–2       | Cardiff City         | 21 febbraio 1925 |
| 4      | West Bromwich Albion | 1–1       | Aston Villa          | 21 febbraio 1925 |
| Replay | Aston Villa          | 1–2       | West Bromwich Albion | 25 febbraio 1925 |
| 5      | Sheffield United     | 1–0       | Everton              | 21 febbraio 1925 |
| 6      | Tottenham Hotspur    | 2–2       | Blackburn Rovers     | 21 febbraio 1925 |
| Replay | Blackburn Rovers     | 3–1       | Tottenham Hotspur    | 25 febbraio 1925 |
| 7      | West Ham United      | 1–1       | Blackpool            | 21 febbraio 1925 |
| Replay | Blackpool            | 3–0       | West Ham United      | 25 febbraio 1925 |
| 8      | Hull City            | 1–1       | Leicester City       | 21 febbraio 1925 |
| Replay | Leicester City       | 3–1       | Hull City            | 25 febbraio 1925 |

## Quarto Turno
| Gara | Squadra di casa  | Risultato | Squadra in trasferta | Data         |
| ---- | ---------------- | --------- | -------------------- | ------------ |
| 1    | Southampton      | 1–0       | Liverpool            | 7 marzo 1925 |
| 2    | Blackburn Rovers | 1–0       | Blackpool            | 7 marzo 1925 |
| 3    | Sheffield United | 2–0       | West Bromwich Albion | 7 marzo 1925 |
| 4    | Cardiff City     | 2–1       | Leicester City       | 7 marzo 1925 |

## Semifinali
| Londra 28 marzo 1925, ore 15:00 BST | Sheffield Utd | 2 – 0 | Southampton | Stamford Bridge |

| Nottingham 28 marzo 1925, ore 15:00 BST | Cardiff City | 3 – 1 | Blackburn Rovers | Meadow Lane |

## Finale
| Arbitro: | G. N. Watson |

|              |           |  |
| Tunstall 83’ | Marcatori |  |

| Sheffield United | Cardiff City |

|                |                     |  |  |
|                |                     |  |  |
| P              | Charles Sutcliffe   |  |  |
| D              | Billy Cook          |  |  |
| D              | Ernest Milton       |  |  |
| C              | Harry Pantling      |  |  |
| C              | Seth King           |  |  |
| C              | George Green        |  |  |
| A              | David Mercer        |  |  |
| A              | Tommy Boyle         |  |  |
| A              | Harry Johnson       |  |  |
| A              | Billy Gillespie (c) |  |  |
| A              | Fred Tunstall       |  |  |
| Manager:       |                     |  |  |
| John Nicholson |                     |  |  |

|              |                 |  |  |
|              |                 |  |  |
| P            | Tom Farquharson |  |  |
| D            | James Nelson    |  |  |
| D            | Jimmy Blair     |  |  |
| C            | Harry Wake      |  |  |
| C            | Fred Keenor (c) |  |  |
| C            | Billy Hardy     |  |  |
| A            | Willie Davies   |  |  |
| A            | Jimmy Gill      |  |  |
| A            | Joe Nicholson   |  |  |
| A            | Harry Beadles   |  |  |
| A            | Jack Evans      |  |  |
| Manager:     |                 |  |  |
| Fred Stewart |                 |  |  |